# Prigione di Butyrka
La prigione di Butyrka (in russo Бутырская тюрьма? o, colloquialmente, Бутырка), è un carcere situato nel quartiere Tverskoj, a nord del centro di Mosca in Russia. Era la prigione di transito durante il regime zarista; i prigionieri vi sostavano prima dell'esilio. Nel periodo dell'Unione Sovietica, il carcere accolse un gran numero di prigionieri politici, dissidenti del regime, e criminali comuni.
Attualmente, la "Butyrka" è ancora una delle prigioni più grandi di Mosca. Il sovraffollamento continua ad essere un problema costante.

## Storia

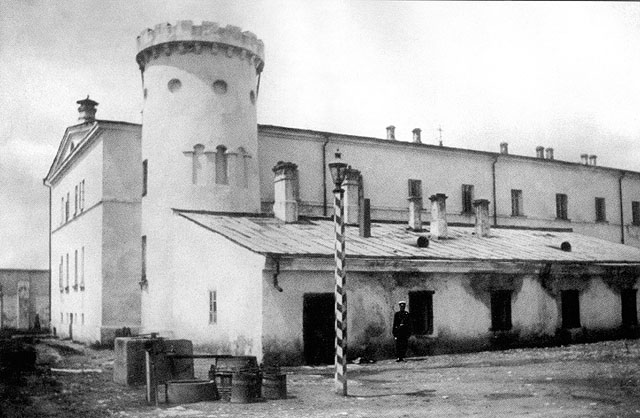
La prigione Butyrka alla fine del XIX secolo

Il primo riferimento alla prigione di Butyrka risale al XVII secolo. La struttura venne eretta nel 1771 durante il regno di Caterina II di Russia come caserma per una guarnigione di cosacchi. L'edificio attuale venne eretto nel 1879 sul sito dove sorgeva il carcere-fortezza costruito dall'architetto Matvej Fëdorovič Kazakov ai primi dell'Ottocento. Le torri della vecchia fortezza ospitarono il rivoluzionario Emel'jan Ivanovič Pugačëv, leader cosacco della grande insurrezione contadina del 1773-74, che qui venne giustiziato.
Altri famosi internati furono il poeta Vladimir Majakovskij, il rivoluzionario russo Nikolaj Bauman, il fondatore della Čeka Feliks Dzeržinskij (che fu uno dei pochi individui a riuscire ad evadere dalla prigione), lo scrittore Aleksandr Solženicyn, ed Evgenija Ginzburg.
La Butyrka è famigerata per il suo regime carcerario rigido e brutale. L'amministrazione della prigione ricorreva spesso alla violenza per reprimere qualsiasi tentativo di ribellione o protesta.
Durante la Rivoluzione di febbraio del 1917, i proletari di Mosca liberarono tutti i prigionieri politici dal carcere.
Dopo i fatti della Rivoluzione di ottobre, la Butyrka rimase un carcere per detenuti politici o criminali controrivoluzionari, sorta di luogo di transito per i condannati ai gulag. Durante il periodo delle "Grandi purghe", la prigione arrivò a contenere circa ventimila detenuti. Migliaia di prigionieri politici furono fucilati all'interno delle mura della Butyrka al termine delle indagini da parte della NKVD.